# Home del Catalanense

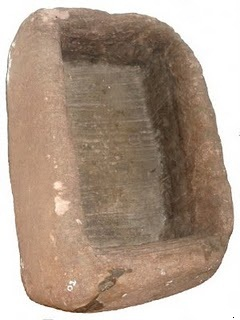
Eina de pedra del "Catalanense"

Els homes del Catalanense foren les primeres poblacions humanes registrades de l'actual Uruguai que van desenvolupar-se fa uns 8.000 o 10.000 anys.
Aquests pobles indígenes precedeixen els amerindis de la zona. El nom de Catalanense deriva del lloc on es localitzaren els elements arqueològics, és a dir, sobre la riba de l'Arroyo Catalán, al departament d'Artigas, nord de l'Uruguai. El descobriment es produí el 1955 a càrrec de l'investigador Antonio Taddei, amb elements de pedra associats amb el Paleolític inferior europeu.
El material principal utilitzat per a la construcció de les primitives eines de caça i vida quotidiana fou sorra solidificada del desert de Tacuarembó. La majoria són artefactes elaborats sobre ascles. Són escasses les làmines i pràcticament inexistents les fulles. En el Catalanense són comuns els raspadors i les osques, però no apareixen les puntes de fletxa.
El 1964 va tenir lloc un nou descobriment, el qual rebé el nom d'humà del Cuareimense, pel riu Cuareim, amb eines més avançades que les del Catalanense. Aquests pobles primitius haurien viscut fa més de 7.000 anys. Segons els arqueòlegs, podrien haver desenvolupat algun tipus d'activitat agrícola, tot i que alguns afirmen que també podrien haver dedicat temps a la pesca.